# Călugăreni (Giurgiu)
Călugăreni è un comune della Romania di 6 270 abitanti, ubicato nel distretto di Giurgiu, nella regione storica della Muntenia.
Il comune è formato dall'unione di 5 villaggi: Brăniștari, Călugăreni, Crucea de Piatră, Hulubești, Uzunu.